# Смотри в оба (альбом)
«Смотри в оба» — второй студийный музыкальный альбом ленинградской рок-группы «Странные игры». Записан в 1985—1986 годы на студии Андрея Тропилло и вышел уже к моменту распада группы. В 1988 году издан на виниле фирмой «Мелодия» общим тиражом 310 439 экз.

## Предыстория
Уход весной 1984 года Александра Давыдова, как одного из основателей (с ним вместе ушёл также клавишник Куликовских), не мог не сказаться на общем звучании группы. Из репертуара пропадают лирические номера («Плохая репутация», «Мы увидеть должны», «Солнце скользит по иному»), регги («Утраченная любовь»). Музыка становится более интеллектуальной, выверенной. На втором (1984) и третьем (1985) фестивалях Ленинградского рок-клуба группа во многом делает упор на сценическое шоу (песня «Телефона нет» спетая и «сыграная» Раховым). Появляются обработки классических тем («Шостакович», «Вальс Серебряный», «Барон фон дер Пшик») и первые лирические опыты Гусева («Беспокойство», «Ага»). Группа, пополнив состав тромбонистом Николаем Ольшевским, в 1985 году записывает в студии Андрея Тропилло свой второй, ставший последним, альбом.

## Песни
Трек-лист составился частью из песен которые игрались ещё при Давыдове: «Память прошлого», «Трубопровод…» (первоначальное название — «Смерть шпиона Гадюкина»), «Погружение», «Песенка да-да» (пелась на концертах самим Давыдовым), заглавная. В качестве текстов, в основном, все так же традиционно для коллектива использованы стихи европейских поэтов XX века. Основные вокалисты — братья Сологубы.

## Издания и особенности оформления
Первоначально запись вышла в виде магнитоальбома в начале 1986 года, когда группы уже не существовало. В том же году часть песен появилась на изданном в США при посредстве Джоанны Стингрей (c которой подружились братья Сологубы) сборнике Red Wave.

Ей кто-то подсунул нашу кассету — и ей понравилось. Она выбирала на свой вкус и захотела издать. Я уж не помню, кто — кажется, Курехин — мне посоветовал дать ей мастер.— Виктор Сологуб
В 1988 году при содействии Тропилло издается на «Мелодии». Обложку нарисовал художник Николай Бельтюков, который занимался оформлением и других пластинок и миньонов «тропилловской серии» (к примеру «Ночь» группы «Кино»).

Идея обложки — с пограничником, отражающимся в глазах у собаки, — принадлежит мне. Точнее, это был волк, но я его представил собакой, которая смотрит на своего хозяина.— Виктор Сологуб
По воспоминаниям Тропилло, «пограничника» отраженного в глазах собаки дорисовал другой художник — Николай Кибальчич, позже помогавший ему при оформлении конвертов к переизданиям зарубежной рок-классики.
В 1989 году вышло виниловое издание на малоизвестном югославско-британском лейбле «Points East» под названием «Strange Games: (Leningrad)» и с другой обложкой, а также ошибочным указанием Давыдова и Куликовских в качестве участников записи.
Первое (сдвоенное с альбомом «Метаморфозы») переиздание на CD вышло на лейбле «Бомба-Питер» в 2009 году. В 2014 году на том же лейбле появилась отдельная версия с новой обложкой и повторенное в виниле переиздание 2009 года. Оформлением переизданий занимался Алексей Вайнер.

## Список композиций
Музыка и аранжировки всех песен — Странные игры, кроме (10) — с использованием фрагментов музыки песни «Felicità» (авторы — Кристиано Минеллоно, Дарио Фарина, Джино Де Стефани)
| №   | Название                                 | Текст песни                            | Длительность |
| --- | ---------------------------------------- | -------------------------------------- | ------------ |
| 1.  | «Трубопровод Уренгой — Помары — Ужгород» |                                        | 4:35         |
| 2.  | «Ага»                                    | Николай Гусев                          | 3:13         |
| 3.  | «Телефона нет»                           | Николас Гильен, перевод — Павел Грушко | 2:52         |
| 4.  | «Голубой танец»                          | Константин Митенев                     | 5:00         |
| 5.  | «Бумажные цветы»                         | Жан Тардьё, перевод — Михаил Кудинов   | 4:44         |
| 6.  | «Память прошлого»                        | Козьма Прутков                         | 3:09         |
| 7.  | «Песенка да-да»                          | Тристан Тцара, перевод — Алексей Парин | 4:52         |
| 8.  | «Погружение»                             | Раймон Кено, перевод — Михаил Кудинов  | 3:26         |
| 9.  | «Смотри в оба»                           | Альфред Бестер, перевод — Юрий Петров  | 3:40         |
| 10. | «Феличита»                               |                                        | 1:50         |

## Участники записи
- Виктор Сологуб — бас-гитара, вокал
- Григорий Сологуб — гитара, вокал
- Алексей Рахов — саксофон, вокал
- Николай Гусев — клавишные, вокал
- Николай Ольшевский — тромбон
- Александр Кондрашкин — ударные
- Андрей Тропилло — звукорежиссёр, вокал (5, 6)